# Ронжел (нос)
Носът Ронжел (на английски: Rongel Point) е морски нос с връх от моренен материал на северозападния бряг на залива Емона, остров Ливингстън. Разположен 3.14 км на север-северозапад от нос Хесперидес и 3.69 км на изток-североизток от нос Ереби. Бреговата линия в района на носа претърпява промени след неговото картографиране през 1996 г., в резултат на отдръпването на Пимпирев ледник в края на 20 и началото на 21 век.
Координатите му са: 62°37′03″ ю. ш. 60°23′57″ з. д. / 62.6175° ю. ш. 60.399167° з. д..
Наименуван е на прилежащия риф Ронжел. Името е официално дадено на 28 юли 1997 г.
Българско топографско проучване: 1995/96. Българско картографиране от 1996 г. и от 2005 г.

## Карти
- L.L. Ivanov et al, Antarctica: Livingston Island, South Shetland Islands (from English Strait to Morton Strait, with illustrations and ice-cover distribution), 1:100000 scale topographic map, Antarctic Place-names Commission of Bulgaria, Sofia, 2005
- Л. Иванов. Антарктика: Остров Ливингстън и острови Гринуич, Робърт, Сноу и Смит. Топографска карта в мащаб 1:120000. Троян: Фондация Манфред Вьорнер, 2009. ISBN 978-954-92032-4-0
- Л. Иванов. Карта на остров Ливингстън. В: Иванов, Л. и Н. Иванова. Антарктика: Природа, история, усвояване, географски имена и българско участие. София: Фондация Манфред Вьорнер, 2014. с. 18-19. ISBN 978-619-90008-1-6